# Saison 1993 de la Ligue canadienne de football
Chronologie
Saison précédente Saison suivante
1993 est la 36e saison de la Ligue canadienne de football et la 110e saison depuis la fondation de la Canadian Rugby Football Union en 1884.

## Événements
Le 23 février, la Ligue canadienne de football annonce lors de ses assises annuelles qu'elle a accordé une franchise à la ville de Sacramento (Californie), la première jamais créée aux États-Unis. L'équipe, appelée les Gold Miners de Sacramento et propriété de Fred Anderson, s'aligne dans la division Ouest et joue au Hornet Stadium. Il s'agit de la première nouvelle équipe dans la LCF depuis 1954 alors que les Lions avaient été admis. L'admission d'une autre équipe basée à San Antonio au Texas était prévue, mais celle-ci ferma ses portes deux semaines avant les assises de la LCF.
Pour la division Ouest, le format des éliminatoires est modifié. Deux demi-finales sont tenues, 1 contre 4 et 2 contre 3.

## Classements
| Clt   | Équipe                   | PJ | V  | D  | N | BP  | BC  | Pts |
| ----- | ------------------------ | -- | -- | -- | - | --- | --- | --- |
| +001, | Blue Bombers de Winnipeg | 18 | 14 | 4  | 0 | 646 | 421 | 28  |
| +002, | Tiger-Cats de Hamilton   | 18 | 6  | 12 | 0 | 316 | 567 | 12  |
| +003, | Rough Riders d'Ottawa    | 18 | 4  | 14 | 0 | 387 | 517 | 8   |
| +004, | Argonauts de Toronto     | 18 | 3  | 15 | 0 | 390 | 593 | 6   |

| Clt   | Équipe                           | PJ | V  | D  | N | BP  | BC  | Pts |
| ----- | -------------------------------- | -- | -- | -- | - | --- | --- | --- |
| +001, | Stampeders de Calgary            | 18 | 15 | 3  | 0 | 646 | 418 | 20  |
| +002, | Eskimos d'Edmonton               | 18 | 12 | 6  | 0 | 507 | 372 | 24  |
| +003, | Roughriders de la Saskatchewan   | 18 | 11 | 7  | 0 | 511 | 495 | 22  |
| +004, | Lions de la Colombie-Britannique | 18 | 10 | 8  | 0 | 574 | 583 | 20  |
| +005, | Gold Miners de Sacramento        | 18 | 6  | 12 | 0 | 498 | 509 | 12  |

## Séries éliminatoires

### Demi-finales de la division Ouest
- 14 novembre : Lions de la Colombie-Britannique 9 - Stampeders de Calgary 17
- 14 novembre : Roughriders de la Saskatchewan 13 - Eskimos d'Edmonton 51

### Finale de la division Ouest
- 21 novembre : Eskimos d'Edmonton 29 - Stampeders de Calgary 15

### Demi-finale de la division Est
- 14 novembre : Rough Riders d'Ottawa 10 - Tiger-Cats de Hamilton 21

### Finale de la division Est
- 21 novembre : Tiger-Cats de Hamilton 19 - Blue Bombers de Winnipeg 20

### 81ecoupe Grey
- 24 novembre : Les Eskimos d'Edmonton gagnent 33-23 contre les Blue Bombers de Winnipeg au stade McMahon à Calgary (Alberta).

## Honneurs individuels
- Joueur par excellence : Doug Flutie (QA), Stampeders de Calgary
- Joueur défensif par excellence : Jearld Baylis (en) (LD), Roughriders de la Saskatchewan
- Joueur de ligne offensive par excellence :  Chris Walby (en) (BL), Blue Bombers de Winnipeg
- Joueur canadien par excellence : Dave Sapunjis (en) (RÉ), Stampeders de Calgary
- Recrue par excellence : Mike O'Shea (en) (SEC), Tiger-Cats de Hamilton